# Ali Badavi
Ali Badavi (Ahvaz, 20 de junho de 1982) é um ex-futebolista profissional iraniano, que atuava como defensor.

## Carreira
Ali Badavi representou a Seleção Iraniana de Futebol na Copa da Ásia de 2004.

## Títulos
Seleção iraniana
- Copa da Ásia de 2004: 3º Lugar